# Søborg Gymnasium
Søborg Gymnasium var et dansk gymnasium, der trods navnet var beliggende i Mørkhøj vest for det egentlige Søborg i Gladsaxe Kommune.
Gymnasiet blev oprettet i 1961 og optog for første gang elever i 1963. Senere flyttede gymnasiet til Høje Gladsaxe. Søborg Gymnasium blev nedlagt i 1988 grundet faldende elevtal. Københavns Amtsråd havde egentlig besluttet, at lukningen først skulle ske i august 1990, men gymnasiets elever, forældre og lærere besluttede at fremrykke lukningen. Eleverne blev flyttet til Gladsaxe Gymnasium.

## Kendte studenter
- 1967: Peter Brixtofte, Politiker
- 1973: Michael Sømod, Bolchefabrikant
- 1974: Birgitte Raaberg, Skuespiller
- 1975: Bjørn Bredal, Redaktør og litteraturkritiker
- 1975: Henrik Lyding, Teater- og balletanmelder
- 1975: Jens Brixtofte, vinder af Dansk Melodi Grand Prix 1982
- 1979: Frank Grevil, Sprogofficer og FE-medarbejder
- 1979: Joachim Solberg, Tryllekunstner
- 1981: Kim Turch Hansen, it virksomhed, Medialogic[kilde mangler]
- 1981; Frank Godsk Hansen, Apoteker[kilde mangler]
- 1983: Peter Thor, Forsker, havbiolog[kilde mangler]
- 1983: Bjørn Pierri Enevoldsen, billedkunstner[kilde mangler]
- 1985: Monique, sangerinde
- 1988 Hassan Preisler, forfatter og skuespiller